# Giulio Donadio
Giulio Donadio (5 de julio de 1889 – 15 de junio de 1951) fue un actor y director cinematográfico y teatral de nacionalidad italiana. 

## Biografía
Nacido en Santa Maria Capua Vetere, Italia, e hijo de un superintendente, desde muy joven fue un apasionado del teatro. Abandonó el instituto técnico al tercer año, aceptando una oferta de trabajo de la compañía de teatro en dialecto de Carlo Nunziata, con la cual viajó en gira por América. Animado por el éxito inicial, en 1911, a su vuelta a Italia, fue contratado por la compañía de teatro de Elisa Severi-Luigi Zoncada. Ermete Zacconi se fijó en él y lo recomendó a Virgilio Talli, trabajando para él desde 1912 a 1913, y actuando junto a Maria Melato y Alberto Giovannini.
En 1914 fue primer actor en la compañía napolitana de Adelina Magnetti – distinguiéndose con Assunta Spina y 'Ovoto, de Salvatore Di Giacomo – y en 1915 formó parte de la Compagnia Stabile del Teatro Manzoni de Milán, dirigida por Marco Praga, y en la que actuaba Irma Gramatica. En 1919 ya actuaba con asiduidad en el cine mudo – había debutado en la pantalla con Il bandito di Port-Haven, de Roberto Roberti – pero volvió al teatro en 1922 con la Commedia Nuova, dirigida por Paolo Tegli e interpretada por Giannina Chiantoni.
Donadio actuó junto a célebres intérpretes como Annibale Betrone, Alda Borelli y Emma Gramatica, actriz con la que trabajó, especialmente, en obras de Gabriele D'Annunzio. En 1934 él fundó una compañía propia - la Compagnia del Giallo - que se dedicó a los dramas policíacos, consiguiendo con los mismos un gran éxito de público.
Volvió al cine de modo esporádico a mediados de los años 1920 - en 1924 trabajó en el largometraje In Maremma, de Salvatore Aversano – pero con la llegada del cine sonoro su bella voz le permitió actuar con mayor frecuencia, aunque su edad madura le limitó a papeles de carácter. Aun así, volvió a trabajar como protagonista en el film de suspense L'ispettore Vargas, de Gianni Franciolini (1940).
En los años posteriores a la Segunda Guerra Mundial continuó actuando en el teatro, primero durante dos temporadas con Maria Melato y después con Marcello Giorda. Su última película fue Il cavaliere del sogno, de Camillo Mastrocinque (1946), interpretada junto a Amedeo Nazzari y Mariella Lotti.
Giulio Donadio falleció en Roma, Italia, en 1951.

## Filmografía
- Angelo che redime, de Attilio Fabbri (1913)
- La cicala, de Guglielmo Zorzi (1919)
- Villafranca, de Giovacchino Forzano (1934)
- Tempo massimo, de Mario Mattoli (1934)
- Pierpin, de Duilio Coletti (1935)
- Passaporto rosso, de Guido Brignone (1935)
- Casta Diva, de Carmine Gallone (1935)
- Il grande silenzio, de Giovanni Zannini (1936)
- L'anonima Roylott, de Raffaello Matarazzo (1936)
- Una donna tra due mondi, de Goffredo Alessandrini (1936)
- Manon Lescaut, de Carmine Gallone (1939)
- Melodie eterne, de Carmine Gallone (1940)
- Amore di ussaro, de Luis Marquina (1940)
- Il ponte dei sospiri, de Mario Bonnard (1940)
- La gerla di papà Martin, de Mario Bonnard (1940)
- La fanciulla di Portici, de Mario Bonnard (1940)
- L'ispettore Vargas, de Gianni Franciolini (1940)
- Ridi pagliaccio, de Camillo Mastrocinque (1941)
- Il prigioniero di Santa Cruz, de Carlo Ludovico Bragaglia (1941)
- L'allegro fantasma, de Amleto Palermi (1941)
- Beatrice Cenci, de Guido Brignone (1941)
- Labbra serrate, de Mario Mattoli (1942)
- Il cavaliere del sogno, de Camillo Mastrocinque (1946)